# Peninna
Peninna ist im Alten Testament im 1. Buch Samuel eine Frau Elkanas.

## Etymologie
Der hebräische Name פְּנִנָּה pəninnāh leitet sich von der Wurzel פּנן pnn ab, welche im Masoretischen Text nicht vorkommt, aber in Anschluss an die wahrscheinlich verwandte Wurzel פּנה pnh „wenden“ mit „umbiegen / wenden“ übersetzt wird. Auf diese Wurzel zurückgehende Substantive sind פִּנָּה pinnāh „Mauerzacke / Zinne / Ecke“ und פְּנִינִים pənînîm, das gewöhnlich mit „Perlen“ übersetzt wurde, wobei „(eckige und verästelte) Korallen“ wohl zutreffender ist. Daher bedeutet auch der Name Peninna „Koralle“. Das Wort kommt (nicht als Personenname) im Alten Testament noch in Hi 28,18 , Spr 3,15 , 8,11 , 20,15 , 31,10  und Klgl 4,7  vor. Aus der letzten Stelle geht hervor, dass diese Korallen rot waren, es heißt nämlich „ihr Leib [war] rosiger als Korallen“.
Die Septuaginta gibt den Namen als Φεννανα Pennana wieder, die Vulgata als Fenenna.

## Biblische Erzählung
Peninna ist gemäß 1 Sam 1,2  nach Hanna die zweite Frau des Zufiters Elkana aus Ramatajim. Ihrem Mann gebar sie Söhne und Töchter, während Hanna zunächst kinderlos blieb. Jedes Jahr zog Elkana nach Schilo, um dort JHWH Opfer darzubringen, nämlich Anteile für Peninna und ihre Kinder, aber für Hanna einen doppelten Anteil. In 1 Sam 1,6  wird Peninna als „Rivalin“ Hannas bezeichnet, da sie Hanna wegen ihrer Kinderlosigkeit „kränkte und demütigte“.

## Wirkungsgeschichte
Der Hexenhammer (I, 6) bezeichnet den Zank zwischen Peninna und Hanna als einen Grund für die Ausbreitung der Hexen.
Der deutsche Barockdichter Friedrich von Logau bedachte Peninna in seinen Sinngedichten mit einem Reimspruch: 

„Wann man sagt von Frauenschwächen, lacht Peninna dieser Wercke; Was den andren bringet Schwäche, dienet ihr zu einer Stärcke.“